# Hải cẩu thầy tu Hawaii
Hải cẩu thầy tu Hawaii (Monachus schauinslandi) là một loài động vật có vú trong họ Hải cẩu thật sự, bộ Ăn thịt. Loài này được Matschie mô tả năm 1905. Đây là loài đặc hữu quần đảo Hawaii.
Chúng là loài sống đơn độc. Hải cẩu thầy tu Hawaii là một trong hai loài hải cẩu thầy tu còn lại; loài kia là hải cẩu thầy tu Địa Trung Hải. Một loài thứ ba khác, hải cẩu thầy tu Caribe, đã tuyệt chủng.
Đây là loài hải cẩu duy nhất bản địa Hawaii.
Đây là loài nguy cấp phụ thuộc vào bảo tồn. Tổng cộng còn khoảng 1100 cá thể bị đe dọa bởi sự xâm lấn của con người, mức độ biến đổi gen rất thấp, bị dính lưới đánh cá, các mảnh vỡ biển, bệnh tật, và săn bắn thương mại lấy da. Người ta có thể áp dụng nhiều biện pháp bảo tồn sinh học như dịch chuyển vị trí, nuôi nhốt, làm sạch môi trường sống, và giáo dục công chúng về hải cẩu nhà sư Hawaii.

## Hình ảnh

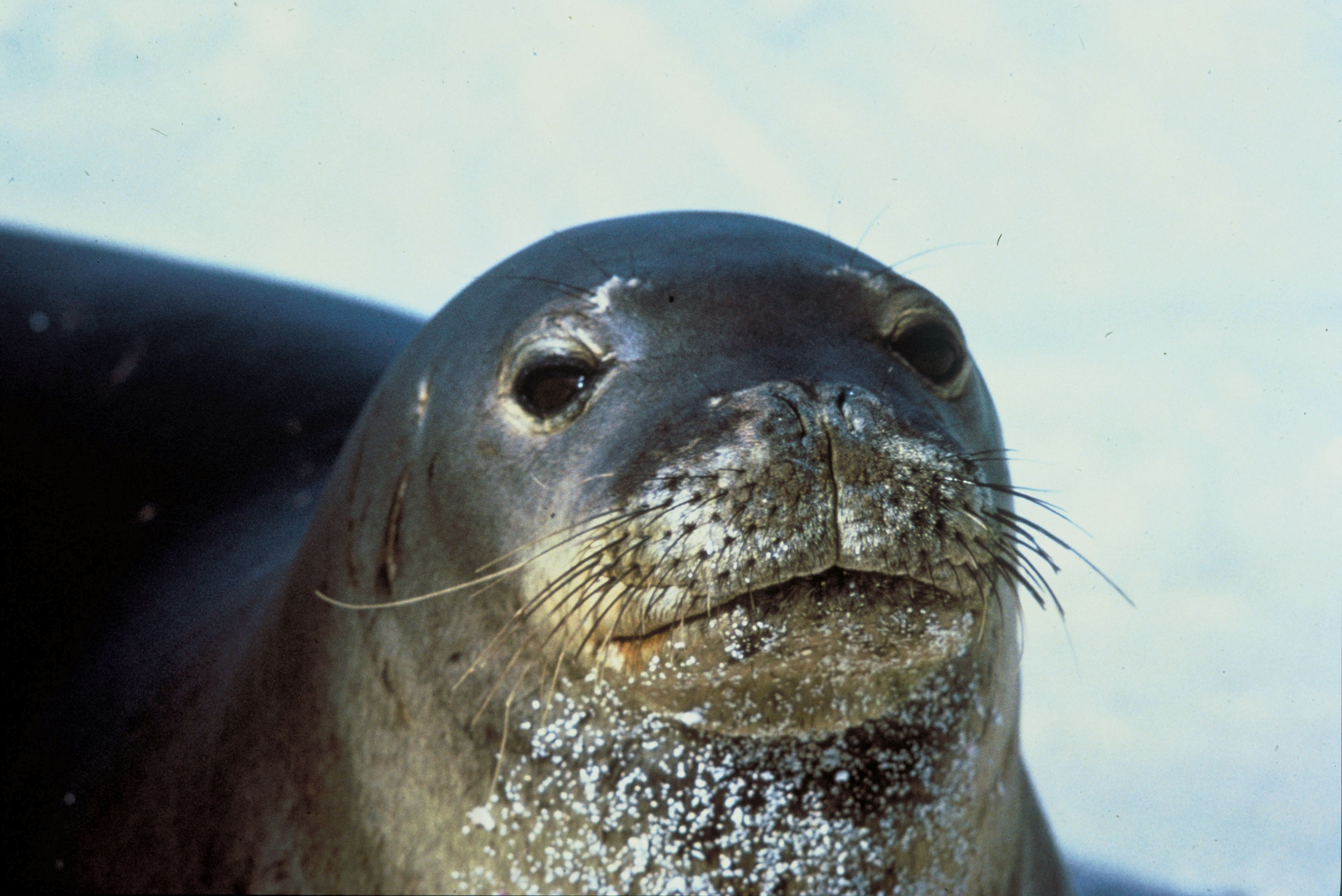
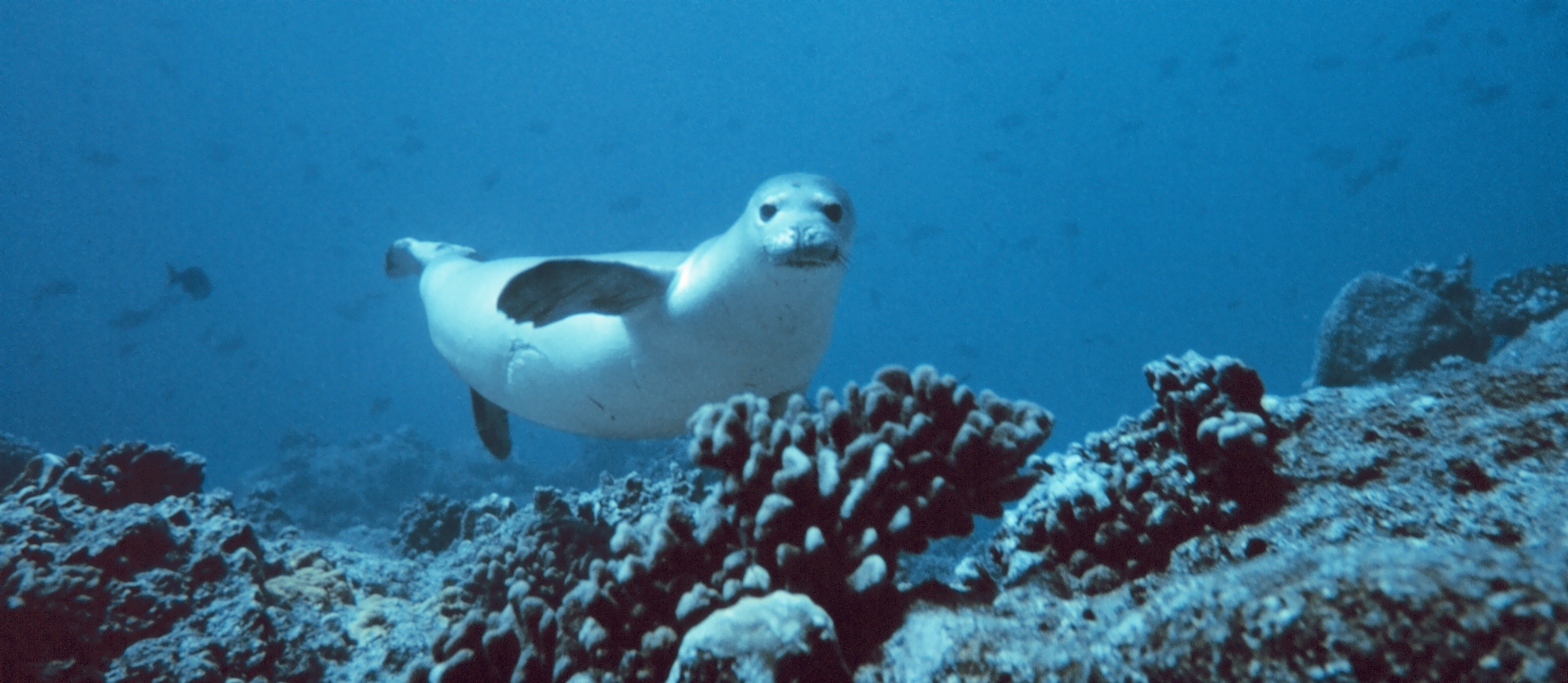
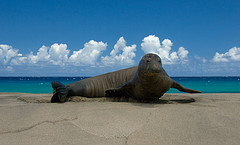